# Hechtia glomerata
La guapilla (Hechtia glomerata) es una especie de bromelia  nativa del estado de Tamaulipas México y sur de Texas  en los Estados Unidos, y Guatemala.
Es comestible y con la cual se prepara un agua muy rica, a la que se le atribuyen propiedades curativas, en Tamaulipas, San Luis Potosí y norte de Veracruz (Zona huasteca).